# 過敏性腸症候群
過敏性腸症候群（かびんせいちょうしょうこうぐん、英語：irritable bowel syndrome、略称：IBS）は、腹痛や便通の変化など、複数の症状を同時に伴うことを特徴とする胃腸機能障害。検査を行っても炎症や潰瘍といった器質的疾患が認められないにもかかわらず、下痢や便秘、腹痛とそれに関係する便通異常が慢性的または再発性に持続する機能性消化管疾患である。以前は大腸の機能の異常によって引き起こされる病気ということで「過敏性大腸症候群」と呼ばれていたが、最近では、大腸だけではなく小腸も関係することが明らかになり、現在では「過敏性腸症候群」と呼ばれている。致死的な疾患ではないが、症状は長期化することが多く、時には年単位となる。
20～40歳代が多めで、ストレスの多い先進国に多い病気であり、特に芸術家など繊細で神経質な人ほどかかりやすい。一時的なストレスから発症することから神経症、うつ病の一種と考えられることもある。また、胃腸の身体的症状のみならず、めまいや頭痛、動悸、肩こりなどを伴う自律神経失調症状や睡眠障害、不安、気分の落ち込みによるうつ病、イライラなどといった精神症状が現れることも多い。罹患すると生活のリズムが狂い、QOLの著しい低下と経済損失がもたらされることから近年では重視される疾患である。先進国において有病率は10 - 15%ほど 。
治療法については、「過敏性腸症候群#治療」を参照。

## 症状
症状は主に便通の異常である。便形状に基づくRome IV基準により、以下の4タイプに大別される。
便秘型（IBS-C）
硬便または兎糞状便（a）が25%以上あり、軟便（泥状便）または水様便（b）が25%未満のもの（c）
慢性下痢型（IBS-D）
軟便（泥状便）または水様便（b）が25%以上あり、硬便または兎糞状便（a）が25%未満のもの（c）
混合型（IBS-M）
硬便または兎糞状便（a）が25%以上あり、軟便（泥状便）または水様便（b）も25%以上のもの（c）
分類不能型（IBS-U）
便性状異常の基準がIBS-C，D，Mのいずれも満たさないもの
Rome IVにガス型は記載されていない（存在しない）。
- （a）ブリストル便形状スケール 1-2
- （b）ブリストル便形状スケール 6-7
- （c）止痢薬や緩下薬を使用していないこと。

症状としては下痢が多い。大腸で水分が吸収され便となり排泄されるが、その際に何らかの原因で水分の吸収が正常に行われないと下痢となる。

## 原因
日本消化器病学会の過敏性腸症候群診療ガイドラインによると以下の要因が関与する。
- ストレス
- 腸内細菌・粘膜透過性亢進・粘膜微小炎症
- 神経伝達物質（セロトニンなど）・内分泌物質
- 心理的異常（うつや不安など）
- 遺伝
- 小腸内細菌増殖症（SIBO（英語版））[10] ― IBS 患者での陽性率は健常対照より高いとするメタ解析報告があるものの、診断法のばらつきや交絡因子が多く、最新ガイドラインでも「IBS の主要因としては確立していない」と位置づけられている[11]。

アメリカのNational Institute of Diabetes and Digestive and Kidney Diseasesによると、過敏性腸症候群の原因は明確にはなっていないが複数の要因が絡んでいるとしている。

### ストレス
IBS患者が経験する高いレベルの不安や、線維筋痛症や慢性疲労症候群などの疾患との重複を考慮すると、IBSの説明としてストレス系の混乱が考えられる。体内におけるストレス反応においては視床下部-下垂体-副腎系(HPA軸)と交感神経系が関与しており、IBS患者ではこの2つが異常に働くことが分かっている。IBS患者の3分の2では、精神疾患または不安がIBS症状に先行しており、心理学的特性は、以前は健康だった人が胃腸炎後にIBSを発症する素因となる。
副腎皮質刺激ホルモン放出ホルモン受容体(CRF-1)の伝達経路への関係も報告されている。
また、元々神経質な性格であったり自律神経系が不安定であったりする人が、暴飲暴食やアルコールの多量摂取などを行ったり、不規則不摂生な生活、過労や体の冷えなどの状態に置かれた場合に症状が発生する場合がある。一旦発症した場合、症状に脳が固定されてしまうブレイン・ロックが起こり、主因であるストレスがなくなった後も症状が治まらなくなることが多い。

## メカニズム
検査数値に異常がなくとも症状が続く場合があり、これはストレスに対抗するためにステロイドホルモンが大量に分泌されるが、その際、消化管の血流が一時的にステロイドホルモン作製に回され、その状態が長引くことで腸壁の筋肉の障害が引き起こされ、異常な機能亢進、痛み、下痢、便秘などが引き起こされる。これが前述の脳腸相関のブレイン・ロックである。
また、最初は身体的理由（暴飲暴食など）が原因で下痢をしたものが、それにより人前で恥をかくという経験を幾度か重ねるうち、学習効果により人前で下痢をすること自体に異常に恐怖心を持ってしまい、長時間トイレのない場所や人目に触れずにトイレに入れないような場所に行くと不安障害の一種として下痢をするようになることもある。乗り物酔いしやすい人というのが、乗り物酔いを繰り返し経験するうちに「また乗り物酔いするのではないか」という予期不安によって、乗り物に乗る前から意識がそこに集中してしまい、さらに酔いやすい状態に陥る現象に似てパニック障害などとほぼ同じ原理である。
近年、過敏性腸症候群にはセロトニンという神経伝達物質が関係していることが指摘されている。セロトニンは、その約90%が腸内にある。ストレスによって腸のセロトニンが分泌されると、腸の蠕動運動に問題が生じ、IBSの症状が現れるとされている。腸は第2の脳とも言われるほどに脳と神経によって密接に関連しており、不安やストレスに対し脳からその信号が腸に伝わることで腸の運動に影響を及ぼす。この信号が過敏となり伝わりやすい状態になっていることで腸が過剰に反応する。ストレス信号を受けると、まず胃からセロトニンが分泌され、腸内のセロトニン受容体と結合し、腸の蠕動運動に異常をきたし、腹部の不快感、腹痛、下痢などを引き起こす。

## 診断
腹痛・腹部不快感と便通異常が単独で或いは合併して、3か月の間に間欠的に生じるかもしくは持続する患者を対象として器質的疾患を鑑別するためのアルゴリズム診断が行われ、器質的疾患が認められないとRome IVによる診断が行われる。
アルゴリズム診断
- 警告症状・徴候の有無

発熱、関節痛、血便、6か月以内の予期せぬ3kg以上の体重減少、異常な身体所見（腹部腫瘤の触知、腹部の波動、直腸指診による腫瘤の触知、血液の付着など）を代表とする、器質的疾患を示唆する症状と徴候。
- 危険因子の有無

50歳以上での発症または患者、大腸器質的疾患の既往歴または家族歴、また、患者が消化管精密検査を希望する場合にも精査を行う。
- 通常臨床検査での異常の有無

血液生化学検査（血糖を含む）、末梢血球数、炎症反応（CRP）、甲状腺刺激ホルモン（TSH）、尿一般検査、便潜血検査、貧血、低蛋白血症、腹部単純X線写真、婦人科疾患。
- 大腸検査

個別の症状・徴候・検査値に応じ、上下部内視鏡検査、大腸粘膜生検、便虫卵検査、便細菌検査、腹部CT、小腸内視鏡、小腸造影、乳糖負荷試験など
便秘が重症の場合には、大腸運動が極度に低下する結腸無力症（colonic inertia）や排泄機能がおかされる直腸肛門障害との鑑別も必要である。
これらのいずれか1つでも陽性であれば、下部内視鏡検査、大腸造影検査、大腸X線検査を行う。
アルゴリズム診断が陰性の場合、「Rome IVのIBS診断基準」により診断を行う。
Rome IVのIBS診断基準
- 週に1回以上の腹痛が3か月以上続き、以下の項目を2つ以上満たし、症状は6か月以上前から出現していること。
  - 排便により症状が改善すること
  - 排便頻度が症状の変化に関連すること
  - 便の形状が症状の変化に関連すること

なお、2006年から用いられていたRome IIIには「腹部不快感」があったが、2016年に改訂されたRome IVでは「腹部不快感」は含まれていない。
また、便の状態をブリストル・スケールで評価し記録すると客観的な評価が可能になる。
| ブリストル・スケール | 状態                                                                    | 解説 |
| -------------------- | ----------------------------------------------------------------------- | ---- |
|                      |                                                                         |      |
| 1 コロコロ便         | 硬くてコロコロのウサギ糞状の便                                          |      |
| 2 硬い便             | ソーセージ状ではあるが硬い便                                            |      |
| 3 やや硬い便         | 表面にひび割れのあるソーセージ状の便                                    |      |
| 4 普通便             | 表面がなめらかで柔らかいソーセージ状、 あるいは蛇のようなとぐろを巻く便 |      |
| 5 やや柔らかい便     | はっきりとしたしわのある半分固形                                        |      |
| 6 泥状便             | 境界がほぐれて、フニャフニャの不定形の小片便、泥状の便                  |      |
| 7 水様便             | 水様で、固形物を含まない液体状の便                                      |      |

## 治療
日本消化器病学会の過敏性腸症候群診療ガイドラインでは、下記の治療法を提案している。表内において、強く推奨される治療法の背景をピンク色にしている。
| 手法                                                                                 | 推奨の強さ       | エビデンスレベル （A～D） |
| ------------------------------------------------------------------------------------ | ---------------- | ------------------------- |
| プロバイオティクス（乳酸菌、ビフィズス菌、酪酸菌など）は有用                         | 強（含意率100%） | A                         |
| 高分子重合体や食物繊維は有用                                                         | 強（含意率100%） | A                         |
| 下痢型には5-HT3拮抗薬が有用                                                          | 強（含意率100%） | A                         |
| 便秘型には粘膜上皮機能変異薬は有用                                                   | 強（含意率100%） | A                         |
| 抗アレルギー薬（食物アレルギー）は有用                                               | 強（含意率83%）  | A                         |
| 心理療法は有用                                                                       | 強（含意率100%） | B                         |
| 症状を誘発しやすい食品（脂質、カフェイン類、香辛料、牛乳、乳製品）を控えることは有用 | 弱（含意率100%） | B                         |
| 運動療法は有用 ただし喫煙・飲酒・睡眠の改善は明確なエビデンスがない                  | 弱（含意率92%）  | B                         |
| 消化管運動機能調節薬は有用                                                           | 弱（含意率100%） | B                         |
| 抗コリン薬は腹痛などに有効                                                           | 弱（含意率100%） | B                         |
| 下痢型に止痢薬は有用                                                                 | 弱（含意率100%） | C                         |
| 便秘型には胆汁酸、胆汁酸トランスポーター阻害薬は有用                                 | 弱（含意率92%）  | B                         |
| 便秘型には5-HT4刺激薬は有用                                                          | 弱（含意率92%）  | B                         |
| 便秘型には非刺激性下剤は有用                                                         | 弱（含意率100%） | C                         |
| 便秘型に刺激性下剤を投与する場合は、原則として頓用で用いることを提案                 | 弱（含意率100%） | D                         |
| 抗うつ薬（三環系抗うつ薬やSSRI）は有用であるが、副作用も少なくない                   | 弱（含意率92%）  | A                         |
| 抗不安薬は病態に応じて使用                                                           | 弱（含意率100%） | B                         |
| 一部の漢方薬は有用                                                                   | 弱（含意率100%） | C                         |
| 一部の非吸収性抗菌薬は有用                                                           | 弱（含意率100%） | A                         |
| ペパーミントオイルは有用                                                             | 弱（含意率100%） | A                         |
| 麻薬は有用ではない                                                                   | 弱（含意率100%） | C                         |
| 治療中断しないことは有用                                                             | 弱（含意率100%） | C                         |

アメリカのNational Institute of Diabetes and Digestive and Kidney Diseasesによると、過敏性腸症候群の治療法には、食事の改善、生活の改善、薬物療法、プロバイオティクス、心理療法などがある。食生活改善では、水溶性食物繊維の摂取を増やす、グルテンフリー食、もしくはFODMAPs（発酵性オリゴ糖、二糖、単糖、ポリオール）を含まない短期食事法などがある。下痢症状を改善するためにロペラミドという薬が使われることがあり、便秘を改善するために下剤が使われることがある。抗うつ薬は症状全体を改善し痛みを抑えることがある。患者教育および良好な医師・患者関係が、ケアの重要点である。
この症状は精神的なストレス、生活の乱れによって引き起こされることが多いため、症状を改善するにはこれらの要因を解消することが基本となる。下記の支援法を用いたライフスタイルの改善からはじめ、それでも十分な効果が得られない場合には、薬物による治療を行う。括弧内は日本消化器病学会の過敏性腸症候群診療ガイドラインに基づく。
プロバイオティクス（強く推奨）
腸内の乳酸菌やビフィズス菌や酪酸菌などを増やし、腸内環境を整える。乳酸菌飲料や乳酸菌製剤（ビオフェルミン錠剤）など。乳酸菌を含んだヨーグルトなどを適度に取ることも、整腸作用があるとされる。
食事療法（食物繊維は強く推奨、それ以外は弱く推奨）
カフェイン類・香辛料等の刺激の強いものを控え、食物繊維が豊富な野菜や体を冷やさない温かい食べ物等を摂取できるようサポートする。食べ方についても、よく噛んで味わってゆっくりと食べられるよう、支援する。
ストレスが原因となっている場合（心理療法は強く推奨、向精神薬は弱く推奨）
自律神経失調症の恐れがあるので、まず精神的に不安定な状態を解消し、ストレスの原因となっているものをはっきりさせて、これを取り除く。消化器内科等の医療機関での薬物治療や、精神科等の医療機関での心理療法などの治療を受けることが最も望ましい。また、医療機関に頼らず自らストレスを解消する方法として自律訓練法がある。その他のストレス解消方法については、ストレス管理の項目も参照。
運動療法（弱く推奨）
毎朝の散歩や体操等、習慣的に適度な運動を行えるようサポートする。
生活の乱れが原因となっている場合
暴飲暴食、喫煙、アルコールの多量摂取を避ける。食生活の改善および生活習慣の改善を行い、規則正しい生活を送る。
排便リズムの形成
毎朝同じ時間にトイレに行けるよう支援する。また、早起きをしてゆっくりと朝食をとると、出かける前に便意が起こりやすくなるため、そのような生活リズムの形成もサポートする。

### 薬物治療
上記の生活改善法だけでは改善しない場合は、消化器内科等で下記の治療薬を用いた治療が行われる。比較的短期間で症状の軽減や消失に大きな効果を発揮する。腸のセロトニンに作用することで、早期から確実に症状を改善する薬も開発されている。
高分子重合体
便中の含有水分量を改善し、便の硬さを程よく保つ。ポリカルボフィルカルシウム（ポリフル、コロネル）がある。
セロトニン5-HT3受容体拮抗薬
セロトニン5-HT3受容体拮抗薬は下痢型IBS改善治療薬で、腸のセロトニンの働きを抑制し、腸の異常運動や痛みを改善する。ラモセトロン（イリボー）など。
粘膜上皮機能変容薬
便秘型IBSに用いられる。腸液の分泌を促進し、便の水分保有量を高めることで、腸管内輸送をスムーズにし排便を促進する。アミティーザ（ルビプロストン）、リンゼス（エロビキシバット）など。
抗コリン薬
抗コリン薬の胃腸鎮痙作用で腸の痙攣を抑制し、腹痛を抑える。一般商品名は、スコポラミン（ブスコパン）やチキジウム臭化物（チアトン）など。
消化管運動調節薬
消化管の動きを活発にしたり、あるいは逆に抑えたりする。下痢型、便秘型、混合型など、どの病型のIBSに対しても効果がある。トリメブチン（セレキノン）など。
下剤
腸の運動を活性化し、便を柔らかくしたりする。
非吸収性抗菌薬
大腸でほとんど吸収されないリファマイシン系抗菌薬であるリファキシミンは、下痢型または混合型IBS（IBS-D/M）の症状改善に有効とするランダム化比較試験のメタ解析が報告されている。日本消化器病学会の『機能性消化管疾患診療ガイドライン2020—IBS』も「IBS-D に対し一部の非吸収性抗菌薬の使用は有用」と提言している。
2010年のシステマティックレビューは、メラトニンが腹痛を軽減し症状を改善することを見出した。
2022年1月現在、日経メディカルの調査で処方頻度の高いものは、1位ポリカルボフィルカルシウム（商品名：コロネル、ポリフル他）、2位トリメブチンマレイン酸塩（セレキノン他）、3位ラモセトロン塩酸塩（イリボー）。

#### 漢方薬
漢方薬では全ての場合が適応となる。治療では精神療法と生活指導が重要であり、これと平行して薬物療法を行う。実際の治療方法は患者によって異なる。
- 便秘下痢交代型（不安定型） - 桂枝加芍薬湯。人参湯から人参を抜き桂枝と芍薬を加えたもので、暖めと鎮痛などの作用が効く。厳密には、以下の通りで便秘時と下痢時とで処方を使い分けるのが望ましい。
- 下痢型 - 虚弱気味ならばまずは人参湯。体力が中程度になれば半夏瀉心湯だがやや消炎作用が軽いものでは平胃散。人参湯では効能が不足するときは真武湯、もしくは人参湯と真武湯の合方になるが、八味丸と同様に「附子」が入った処方であるため胃に厳しく、かえって胃の不快感や吐き気、下痢になることがあるので注意を要する。できれば補中益気湯など胃腸薬となる処方と組み合わせたい。
- 便秘型 - 桂枝加芍薬大黄湯。大黄が下剤作用であるので下痢に転じたときは禁忌。
- 腹痛と腹鳴の強いもの - 大建中湯。あくまで該当症状軽減のためのターゲティング処方なので、下痢便秘向けの処方と併用とすること。
- 虚弱な小児 - 小建中湯。あくまで桂枝加芍薬湯に水飴成分が加わっただけで同一である。つまり栄養補給で気分や症状を落ち着かせようという意図の処方なので、桂枝加芍薬湯に市販のエキス栄養剤（甘味や畜魚肉加水分解物の含まれるもの）を併用しても大差は無い。

### 心理療法
認知行動療法も有用である。たとえば、行動的技法を用いて重要かつ有意義な社会的活動や運動等を行っていくことなどをサポートしたり、認知的技法を用いて症状に対する考え方の変更や症状以外の事柄に意識を向ける注意転換などを支援したりする。
認知行動療法として、曝露療法の一種である内部感覚エクスポージャーや現実場面へのエクスポージャーを通して、「時間経過とともに不安が徐々に減少していく」・「不安に思っていたことが現実にならない」ということを実感できるようサポートすることが有効とされる。また、認知再構成法（機能的な考え方を治療者が提示したり患者と一緒に模索したりすることを通じて、新たな考え方を習得できるよう支援する技法）も有効とされている。
具体的には、腸症状に関する不安がある中でも行動をしていくことで「腸症状に関する不安があっても行動しているうちに収まっていく」・「腸症状に関する不安が現実にはならない」という実感を得たり（曝露療法）、腸症状に対するとらえ方を変えていくことで「腸症状は誰にでもあることで、自分だけではなく恥ずかしいことではない」・「自分が他者の症状に気づかないように、他者も自分の症状を気にしておらず気づかない」という考え方を形成したり（認知再構成法）することをサポートし、腸症状への不安に対処できるよう支援していく。
さらに、マインドフルネスの技法や、症状がある中でも自分にとって価値ある行動を活性化できるようサポートするアクセプタンス&コミットメント・セラピー（ACT）を用いた支援も効果的であるとの報告がある。
また、症状を誘発する不安なことや嫌なことについて傾聴し、その不安を軽減したり嫌なことへの対処法を一緒に探したりすることも、回復への一助となる。

## 統計
過敏性腸症候群 (IBS) の世界有病率は、採用する診断基準によって大きく変わる。2020 年の大規模メタ解析では、Rome III 基準を用いた 53 研究（38 か国、395,385 例）のプール有病率は 9.2%（95%CI 7.6–10.8）、一方 Rome IV 基準を用いた 6 研究（34 か国、82,476 例）では 3.8%（95%CI 3.1–4.5）と報告された。
日本消化器病学会の過敏性腸症候群診療ガイドラインが引用している論文によると、全世界の過敏性腸症候群の有病率の変化は以下の通りで、経年的な変化はない。
- 1981年～1990年 - 10.0%（1.1万人調査）
- 1991年～2000年 - 12.0%（63.9万人調査）
- 2001年～2010年 - 10.9%（16.0万人調査）

性別別の世界の有病率は以下の通り。女性の方が多い。
- 男性 - 8.9%
- 女性 - 14.0%

年齢別の世界の有病率は以下の通り。年齢と共に低下する傾向にある。
- 30歳未満 - 11.0%
- 30～39歳 - 11.0%
- 40～49歳 - 9.6%
- 50～59歳 - 7.8%
- 60歳以上 - 7.3%